# Jacques François Brunet
Jacques François Brunet est un homme politique français né le 31 mars 1745 à Paris et décédé le 29 mars 1837 à Versailles (Seine-et-Oise).

## Biographie
Avocat, il est juge au tribunal du 4e arrondissement de Paris en 1791, puis administrateur du district de Gonesse en l'an III. Il est ensuite commissaire près le tribunal de ce district, puis commissaire près l'administration centrale du département de Seine-et-Oise. Il est élu député de Seine-et-Oise au Conseil des Cinq-Cents le 23 germinal an V. Il est ensuite vice-président du tribunal civil de Versailles et procureur en 1807. En 1830, il est président de ce tribunal et conseiller général de Seine-et-Oise.

## Sources
- « Jacques François Brunet », dans Adolphe Robert et Gaston Cougny, Dictionnaire des parlementaires français, Edgar Bourloton, 1889-1891 [détail de l’édition]